# Joseph Andorfer Ewan
Joseph Andorfer Ewan (24 de octubre de 1909-5 de diciembre de 1999) fue un botánico estadounidense.
Ewan enseña botánica en la Universidad de Tulane de 1947 a 1977. Apasionado por la historia de la historia natural, fue reuniendo una colección de más de 5.000 obras consagradas a ese sujeto, que dona al fin al Jardín botánico de Misuri.
Recolectó flora de fanerógamas y de pteridófitas de EE. UU., Colombia, Martinica, Trinidad y Tobago, Venezuela.
El Herbario de la "Universidad de Tulane", ya tuvo en 1947, su herbario personal con más de 32.000 especímenes, tres a cuatro veces más que toda la colección de la universidad. Su herbario cubre muchísima más geografía que el de la Universidad. Tenía del sur de California, las Montañas Rocosas, Sudamérica, el de Ewan incluía especímenes dados por L.M.Booth (sur California), I.Clokey (Nevada), D.Keck (Penstemon), J.G.Lemmon (helechos de California y Arizona), F.W.Pierson (California), Y de México y Latinoamérica, y con exsiccatae del período Fernald.
Solo o con su mujer, Nesta Dunn Ewan, publica más de 400 publicaciones. Entre ellas el libro "Rocky Mountain Naturalists" 358 pp.

## Fuente
- Noticia necrológica de Connie Wolf en Plant Science Bulletin, 46 (1) - primavera 2000 (en inglés)

## Honores

### Eponimia
Especies (27 registros)
- (Adiantaceae) Jamesonia ewanii (A.F.Tryon) Christenh.[1]

- (Boraginaceae) Varronia ewanii (Killip) Borhidi[2]

- (Gentianaceae) Macrocarpaea ewaniana Weaver & J.R.Grant[3]
- La abreviatura «Ewan» se emplea para indicar a Joseph Andorfer Ewan como autoridad en la descripción y clasificación científica de los vegetales.[4]